# Dieselelektrische Seitenrad-Passagierschiffe der Weißen Flotte Dresden
In den Jahren 1961 bis 1964 baute die VEB Schiffswerft Roßlau für die Weiße Flotte Dresden vier identische moderne dieselelektrische Seitenrad-Passagierschiffe der Weißen Flotte Dresden. Diese Luxusmotorschiffe erhielten die Namen politischer Persönlichkeiten, wie Ernst Thälmann, Friedrich Engels, Karl Marx und Wilhelm Pieck.
Die Schiffe versahen bis zu ihrer Außerdienststellung zuverlässig ihren Liniendienst und Einsatz als Ausflugsschiffe. Nur zwei dieser dieselelektrischen Schiffe blieben als Hotel- und Herbergsschiffe erhalten.

## Auftrag, Planung und Produktion
Laut Beschluss des Ministerrates der DDR erhielt die VEB Schiffswerft Roßlau vom Wirtschaftsministerium im Sommer 1960 die Anweisung zum Bau dieser Schiffe zur Erweiterung und Verbesserung der Erholungsmöglichkeiten der Werktätigen. Somit sollte eine entstehende Lücke durch Ausmusterungen von älteren Dampfern vermieden werden. Bei der Investition handelt es sich um einen neuen Schiffstyp auf der Oberelbe, um Luxusmotorschiffe. In einer intensiven Entwicklungsarbeit zwischen der VEB Fahrgastschifffahrt Dresden und den VEB Schiffswerft Roßlau wurden folgende wichtigen Parameter festgelegt:
- moderne Antriebsform, dieselelektrischer Antrieb mit Kupplungsgetriebe, um beide Schaufelräder unabhängig voneinander arbeiten zu lassen
- Fassungsvermögen
- Geschwindigkeit, Dresden–Bad Schandau und zurück sollte an einem Tag bedient werden können
- geringer Tiefgang 95 cm mit Seitenschaufelrädern
- Aussehen der Schiffe in Anpassung der vorhandenen Dampfschiffflotte.

Den Konstrukteuren gelang es, die sichtbare Linienführung der Schiffe über Jahre hinweg einheitlich zu gestalten. Durch den Einsatz von Aluminium in den Aufbauten konnte der geforderte Tiefgang auf 0,80 m unterboten werden. Im Jahr 1961 begannen die Arbeiten am ersten Schiff in der Schiffswerft Roßlau. Mit produktionsbedingten Unterbrechungen folgten die restlichen Schiffe bis 1964. Die Schiffe überzeugten in allen Belangen und stellten einen Fortschritt der Schifffahrt auf der Oberelbe dar.

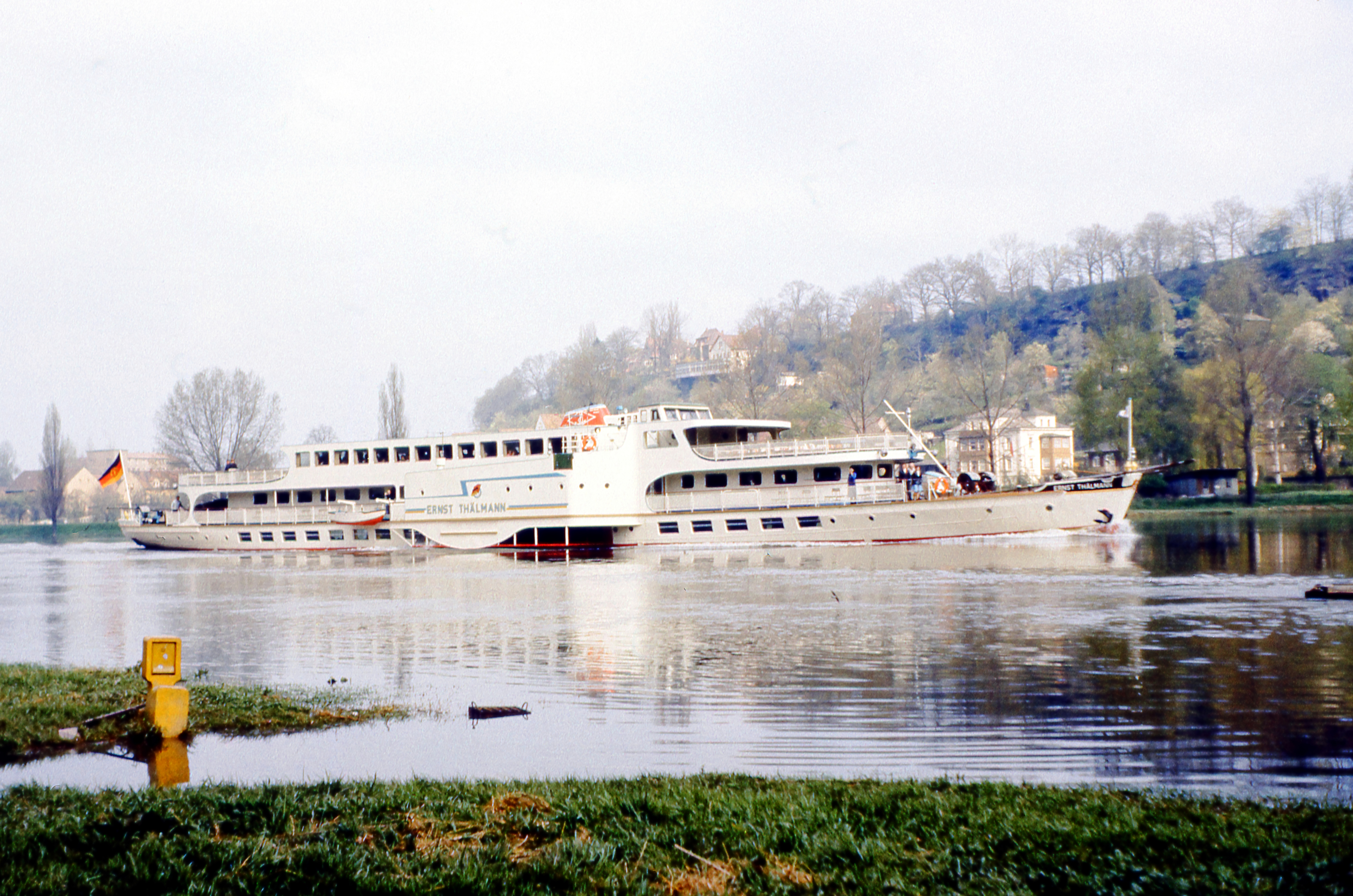
Luxuxmotorschiff Ernst Thälmann auf der Elbe in Pirna
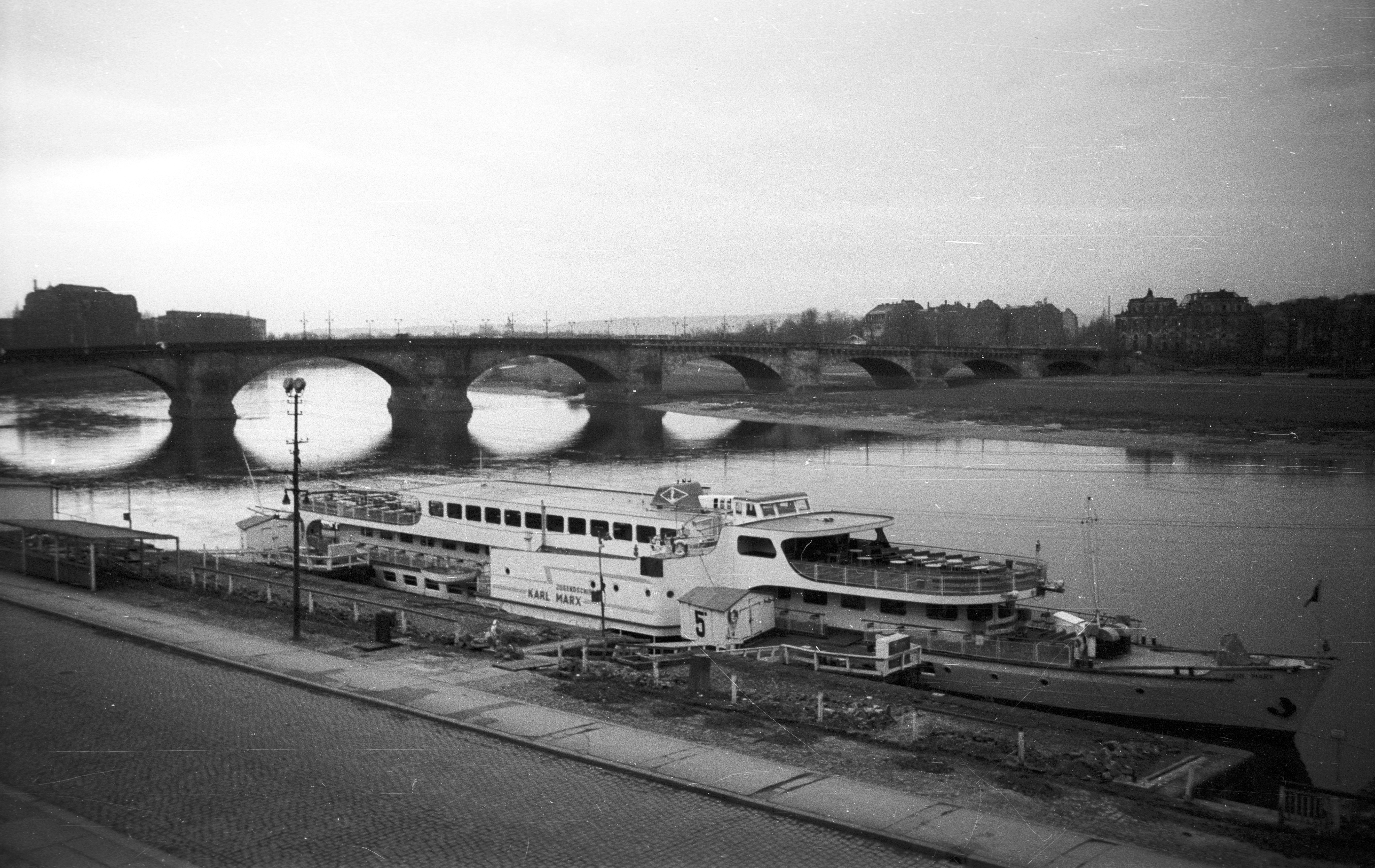
Luxusmotorschiff Karl Marx vor der Augustusbrücke
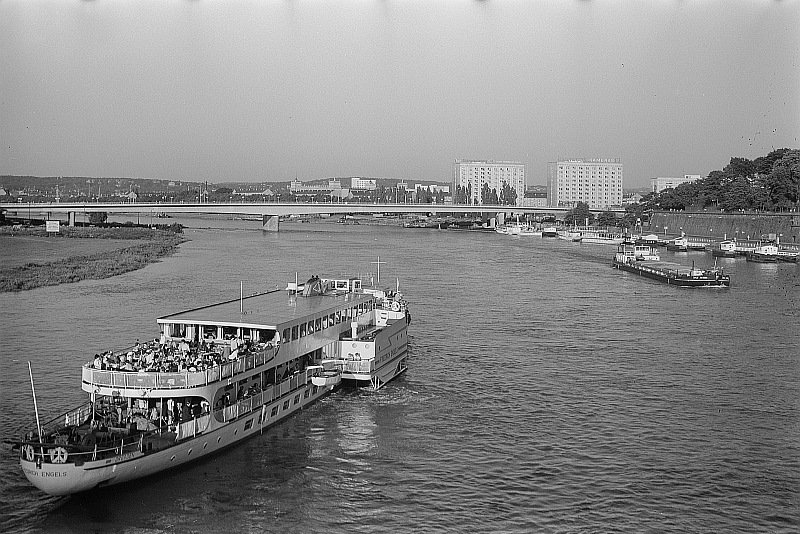
Luxusmotorschiff Friedrich Engels vor der Carolabrücke
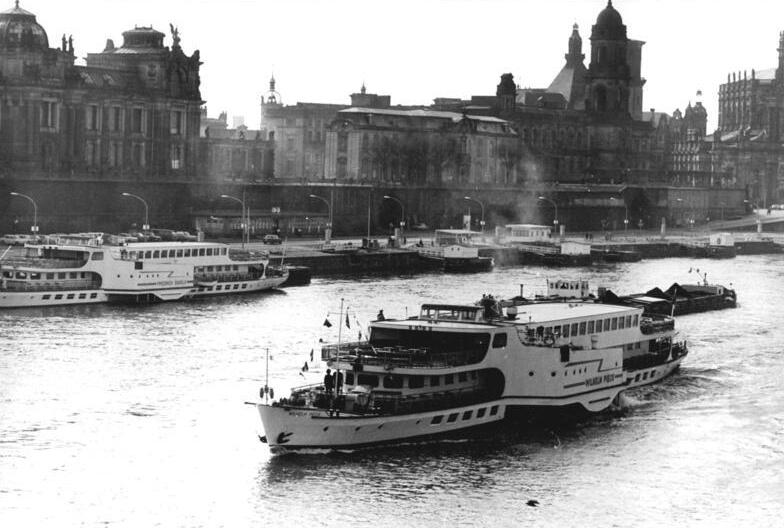
Luxusmotorschiff Wilhelm Pieck an der Brühlschen Terrasse

|  | Name             | Schiffstyp-Bezeichnung | Baujahr: Werft und Ort | Registernr. | Amtl. Baujahr nach DSRK- Schiffs- register | Baunr. | Indienststellung     | Abmessungen                                                                | Maschine, Leistung | Reise- geschw. | Passagiere | Besatzung      | Verbleib |
|  | ---------------- | ---------------------- | ---------------------- | ----------- | ------------------------------------------ | ------ | -------------------- | -------------------------------------------------------------------------- | --- | -------------- | ---------- | -------------- | --- |
|  | Ernst Thälmann   | Seitenrad-Motorschiff  | 1961 Werft Roßlau      | P-245       | 1962                                       | 2847   | 9.12.1961 Dresden    | lbTg= 69,80 m blTg= 7,80 m über Radkästen 13,55 m Tglb= 1,33 cm leer 80 cm | zwei Hauptmaschinen Typ SKL 6 NVD 26A Viertakt-Dieselgeneratorsatz GMB 3854 S (250 kW (340 PS))                                                                                                | 17 km/h        | 1012       | 4 + 7 Stewards | Ab 1991 August der Starke, 1994 aufgelegt, 1998 abgewrackt, Schaufelräder stehen in Roßlau                                                        |
|  | Karl Marx        | Seitenrad-Motorschiff  | 1962–63 Werft Roßlau   | P-246       | 1963                                       | 2848   | 22.05.1963 Dresden   | lbTg= 69,80 m blTg= 7,80 m über Radkästen 13,55 m Tglb= 1,24 cm leer 80 cm | zwei Hauptmaschinen Typ SKL 6 NVD 26A Viertakt-Dieselgeneratorsatz GMB 3854 S (250 kW (340 PS))                                                                                                | 17 km/h        | 1025       | 4 + 7 Stewards | Ab 1991 D. Pöppelmann, 1992 außer Dienst gestellt, ab 1994 zum Wohnschiff umgebaut, Maschinen ausgebaut und verschrottet                          |
|  | Friedrich Engels | Seitenrad-Motorschiff  | 1963 Werft Roßlau      | P-247       | 1963                                       | 2858   | Oktober 1963 Dresden | lbTg= 69,80 m blTg= 7,80 m über Radkästen 13,39 m Tglb= 1,27 cm leer 80 cm | zwei Hauptmaschinen Typ SKL 6 NVD 26A Viertakt-Dieselgeneratorsatz GMB 3854 S (250 kW (340 PS))                                                                                                | 17 km/h        | 1019       | 4 + 7 Stewards | Ab 1991 J. F. Böttger, 1992 außer Dienst gestellt - Maschinen ausgebaut und im Verkehrsmuseum Dresden ausgestellt, ab 1994 Umbau zum Jugendschiff |
|  | Wilhelm Pieck    | Seitenrad-Motorschiff  | 1964 Werft Roßlau      | P-248       | 1964                                       | 2859   | 24.03.1964 Dresden   | lbTg= 69,62 m blTg= 7,80 m über Radkästen 13,48 m Tglb= 1,23 cm leer 80 cm | zwei Hauptmaschinen Typ SKL 6 NVD 26A Viertakt-Dieselgeneratorsatz GMB 3854 S (250 kW (340 PS)) 1984 neue Generatorsätze Typ MFC 280 L 3 K 900 S vom VEB Elbtal Heidenau mit (254 kW (345 PS)) | 17 km/h        | 1010       | 4 + 7 Stewards | Ab 1991 Gräfin Cosel, 1994 aufgelegt, 1998 abgewrackt                                                                                             |

## Ausstattung
Die Schiffe hatten einen dieselelektrischen Antrieb - dabei lieferten die Dieselaggregate den Strom, welcher für die Elektromotoren benötigt wurde. Die Radwelle, welche die Schaufelräder antrieb, ist unterbrochen, sodass beide Teile getrennt angetrieben werden konnten. Dies erleichterte den Manövriervorgang beim An- und Ablegen. Die Schaufelräder wurden mittschiffs angeordnet. Damit bestimmte die Anordnung gleichzeitig die Aufteilung der Salons. Die Konstruktion der Schaufelräder für diese Schiffe basiert auf dem von Ernst Wilhelm Dietze 1883 in den Sachsenberg-Werken (Schiffswert Roßlau) entwickeltem Exzentergesteuertem Schaufelrad und sind robuster und wirksamer als bei den älteren Dampfschiffen.
Vom SKL Schwermaschinenbau Karl Liebknecht, Magdeburg stammen die Schiffsantriebsmotoren der Typenreihe NVD 26 A:
- Die Motoren werden in 3-, 4- und 6-Zylinderreihenbauweise als Saugmotoren und in 6- und 8-Zylinderbauweise als aufgeladene Motoren gefertigt.
- Dabei handelt es sich um nicht umsteuerbare Motoren, die entweder mit einem Schiffswendegetriebe vom Typ SW mit Freifahrt- und Rückwärtsgang oder vom Typ MS mit Freifahrt-, Schlepp- und Rückwärtsgang in verschiedenen Untersetzungsstufen ausgerüstet sind.
- Motoren und Getriebe sind auf einem gemeinsamen Schiffsrahmen aufgebaut.

Daten:
- SKL 6 NVD 26 A (270 PS (199 kW)) + Generatorsatz vom VEB Elbtal Heidenau GMB 3854 S (250 kW (340 PS)) ,
- Zylinderbohrung: 180 mm,
- Kolbenhub: 260 mm,
- Nenndrehzahl des Motors: 750 min−1,
- Nenndrehzahl am Getriebeabtriebsflansch: 360 min−1

Die Schiffe hatten im Hauptdeck einen vorderen Decksalon mit 55 Plätzen und einen hinteren Decksalon mit 73 Plätzen. Der Oberdeck-Tanzsalon verfügte über 123 Plätze. Auf dem Oberdeck gab es zwei Sonnendecks. Hier und im Außenbereich des Hauptdecks fanden weitere 410 Passagiere Platz. Weiterhin konnten bis zu 185 Klappstühle aufgestellt werden. Im Unterdeck befand sich der hintere Speisesaal mit 106 Plätzen und im Vorderschiff eine Mokka-Bar mit 69 Plätzen. Die Ausstattung der Küche entsprach dem Standard der Zeit. Bei Tagesfahrten konnten 1200 Essensportionen angeboten werden. Ein Speiseaufzug bediente jedes Deck. Auf jeden Deck befand sich ein Steward und ein Getränketresen. Im Oberdeck war für die Musiker eine erhöhte Bühne vorhanden. Im Dresdner Volksmund wurden die Schiffe kurz Luxer genannte, es wurde Luxuszuschlag bei Einsatz eines solchen Schiffes erhoben.

## Indienststellungen, Einsatz und Umgestaltungen
Alle vier Schiffe erfüllten die gestellten Ansprüche und versahen zuverlässig den Linienbetrieb auf der Oberelbe. Umbauten wurden in der Laubegaster Werft in den Jahren von 1967 bis 1970 vorgenommen.
- Als erstes Schiff kam die Ernst Thälmann am 9. Dezember 1961 von der VEB Schiffswerft Roßlau nach Dresden. Nach Probefahrten auf der Oberelbe begann im Jahr 1962 der planmäßige Linienbetrieb. Im Jahr 1970 erhielt die Ernst Thälmann in der Laubegaster Werft eine Verlängerung des Oberdeck-Tanzsalon um 3,65 m und um zwei Fenster. Die Ernst Thälmann erhielt im Jahr 1984 eine umfassende Modernisierung an der Maschinenanlage.

- Das zweite Schiff, die Karl Marx, kam am 22. Mai 1963 nach Dresden und nahm unmittelbar den Betrieb auf. Die Karl Marx erhielt im Jahr 1967 eine Verlängerung des Oberdeck-Tanzsalon nach hinten um 3,75 m und um zwei Fenster. Im Jahr 1988 wurde das Schiff zur Großrekonstruktion in der Laubegaster Werft an Land genommen.

- Im Oktober 1963 wurde das dritte Schiff, die Friedrich Engels, dem VEB Fahrgastschifffahrt Dresden (Weiße Flotte Dresden) übergeben. Im Jahr 1968 wurde auch die Friedrich Engels am Oberdeck-Tanzsalon um 3,75 m und um zwei Fenster verlängert.

- Die Wilhelm Pieck kam am 24. März 1964 nach Dresden und nahm unmittelbar den Linienbetrieb auf. Im Jahr 1969 wurde die Wilhelm Pieck am Oberdeck-Tanzsalon um 3,75 m und um zwei Fenster erweitert. Von 1982 bis 1984 wurde die Maschinenanlage der Wilhelm Pieck in der Werft Laubegast umfassend modernisiert, dabei wurden neue Generatorsätze Typ MFC 280 L 3 K 900 S vom VEB Elbtal Heidenau mit (254 kW (345 PS)) eingebaut.[5]

In den Jahren 1965 und 1970 fuhren die Karl Marx wie auch die
Friedrich Engels als Jugendschiff auf der Oberelbe. Es wurde ein Jugendkollektiv gegründet und der Titel Jugendschiff an das Schiff offiziell vergeben, dazu trug das Schiff am Bug oder am Hauptmast zusätzlich den FDJ-Wimpel. Diese Zusatzbezeichnung bekam ein Schiff, wenn es entweder viele Auszubildende an Bord hatte oder aber in den meisten Fällen, weil eine besonders junge Besatzung an Bord war.
Die Ernst Thälmann war von 1968 bis 1989 als „Freundschaftsschiff“ unterwegs und trug deshalb das Emblem der Gesellschaft für Deutsch-Sowjetische Freundschaft (DSF) an den Radkästen.

## 1990
Mit der Wende in der DDR erfolgte ein politischer Umbruch und es veränderten sich die Eigentümerrechte. Die Fahrgastzahlen sanken beträchtlich und ein neuer Investor wurde erst sehr spät von der Treuhand gefunden. Die daraus resultierenden Veränderungen übertrugen sich auf die VEB Fahrgastschifffahrt Dresden (Weiße Flotte Dresden), welche von der Treuhand an die Conti Reederei verkauft wurde und von 1992 bis 2020 den Namen Sächsische Dampfschiffahrts GmbH & Co. Conti Elbschiffahrts KG innehatte. Im August 2020 wurde für den Weiterbetrieb der Schiffe die Weiße Flotte Sachsen GmbH gegründet.
- Die Ernst Thälmann wurde 1991 in August der Starke umbenannt. Im Jahr 1994 wurde sie im Neustädter Hafen aufgelegt und im Frühjahr 1998 in der Laubegaster Werft abgewrackt. Die beiden Schaufelräder wurden vom Roßlauer Schifferverein 1847 e. V. geborgen, nach Roßlau verbracht und dort als Denkmal aufgestellt.

- Die Karl Marx lag seit 1988 zu einer umfassenden Rekonstruktion in der Laubegaster Werft. Im Jahr 1990 wurden die Arbeiten aufgrund der offenen Finanzierung eingestellt. 1991 wurde das Schiff in D. Pöppelmann umbenannt. Im Herbst 1992 wurde es außer Dienst gestellt. Ab 1994 wurde sie im Rahmen einer Arbeitsbeschaffungsmaßnahme zum Wohnschiff umgebaut. Die Antriebsmaschinen wurden ausgebaut und verschrottet. Seitdem liegt sie antriebslos im Neustädter Hafen. Unter dem Namen Die Koje wurde sie ab August 2003 als schwimmende Jugendherberge der städtischen Qualifizierungsgesellschaft QAD genutzt. Nach Auflösung der QAD wurde der Betrieb am 1. Oktober 2012 eingestellt. Ab dem 6. November 2012 gab es eine  Zwischennutzung als Notquartier für Asylsuchende. Gleichzeitig wurde sie durch die Stadt Dresden zum Verkauf ausgeschrieben. Im Oktober 2013 wurde das Schiff von einer russischen Investorin mit neuem Nutzungskonzept als Hostel für russische Touristen und öffentliches Restaurant gekauft. Es erhielt am 18. Oktober 2013 den Namen Beherbergungsschiff  D. Pöppelmann. Es sollten Übernachtungen für russische Einkaufstouristen, die längere Zeit in Dresden verbringen wollten (wöchentlich 3 Flüge Moskau–Dresden) und für Fahrradtouristen angeboten werden. Das Hafengelände wurde ab 2014 zu einer Hafen-City umgebaut und der Investor, die USD (Unser Schönes Dresden) kündigte den Liegeplatz. Im September 2014 verlängerte die USD den Mietvertrag auf unbestimmte Zeit. Ab dem Frühjahr 2015 firmiert das Schiffshotel unter dem Namen Schiffsherberge-Hotel Pöppelmann. Am Bug steht immer noch der Name M.D. Pöppelmann. Das Schiff verfügt über 38 Kammern unterschiedlicher Größe.[6]

- Die Friedrich Engels wurde im Jahr 1991 in J. F. Böttger umbenannt und im Jahr 1992 außer Dienst gestellt. Danach wurden die Maschinen und Schaufelräder ausgebaut und im Verkehrsmuseum Dresden ausgestellt. In den Jahren 1992 bis 1994 erfolgte der Umbau zum Jugendschiff. Das Schiff gehört seit 1999 zum Verein Himmlische Herbergen e. V. und wird von CVJM-Schiff-Dresden betrieben. Es bietet in 19 Kammern Platz für 58 Personen sowie zwei Räume für Seminare und Tagungen für etwa 30 bis 40 Personen.[7] Im Juni 2016 wurde das Schiff in die Laubegaster Werft zur Generalüberholung und TÜF gebracht. Aufgrund des niedrigen Wasserstandes der Elbe konnte es erst im März 2017 an seinen alten Liegeplatz zurückgebracht werden. Der CVJM beschloss am 9. November 2024 auf seiner Hauptversammlung die Arbeit auf dem CVJM-Schiff in Dresden zum 31. Dezember 2025 zu beenden. Verantwortlich dafür sind die finanziellen Herausforderungen des 2026 wieder anstehenden TÜF des Schiffes.* [8]

- Die Wilhelm Pieck wurde im Jahr 1991 in Gräfin Cosel umbenannt, 1994 im Neustädter Hafen aufgelegt sowie 1998 abgewrackt und verschrottet.

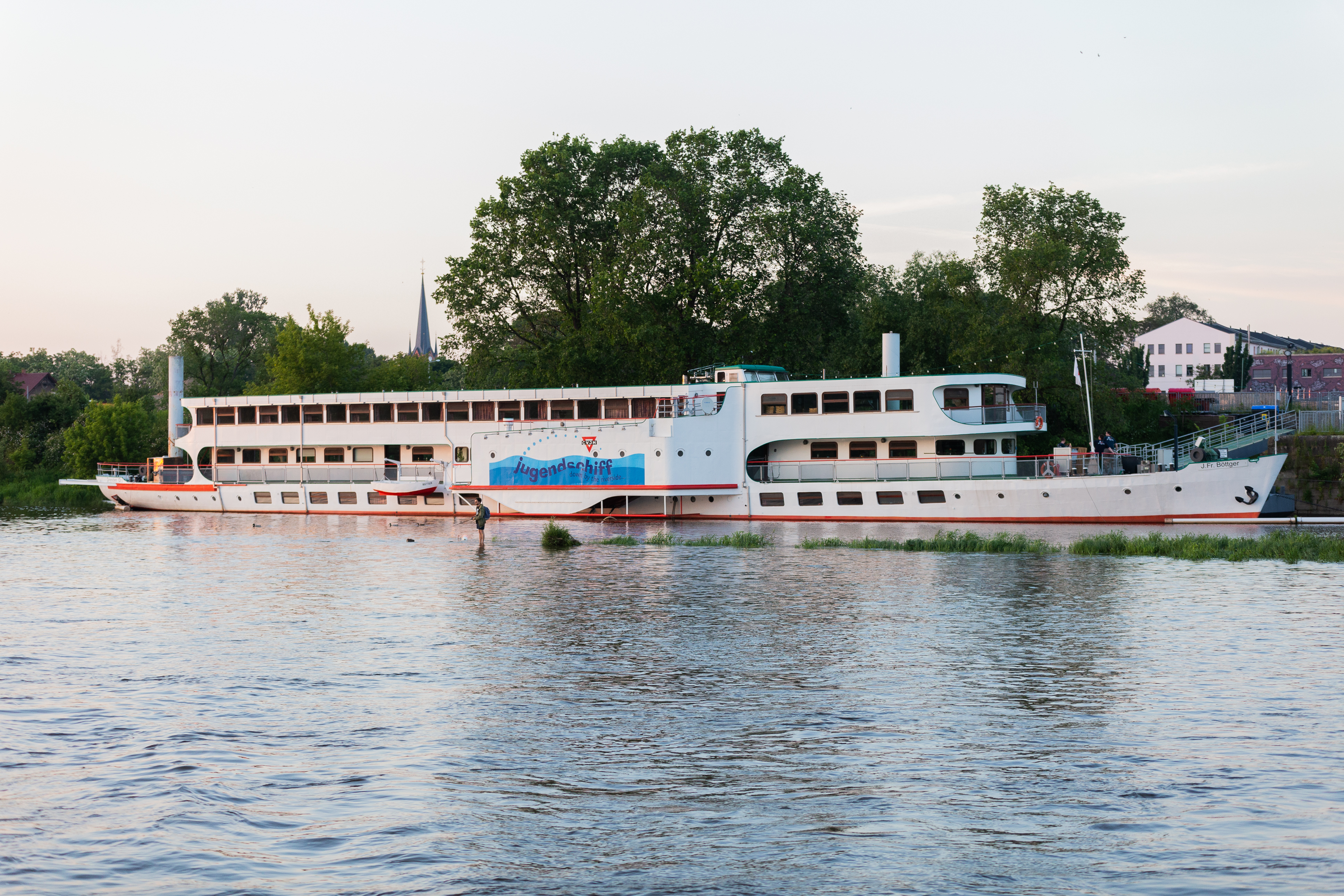
J. Fr. Böttger ehemals Friedrich Engels
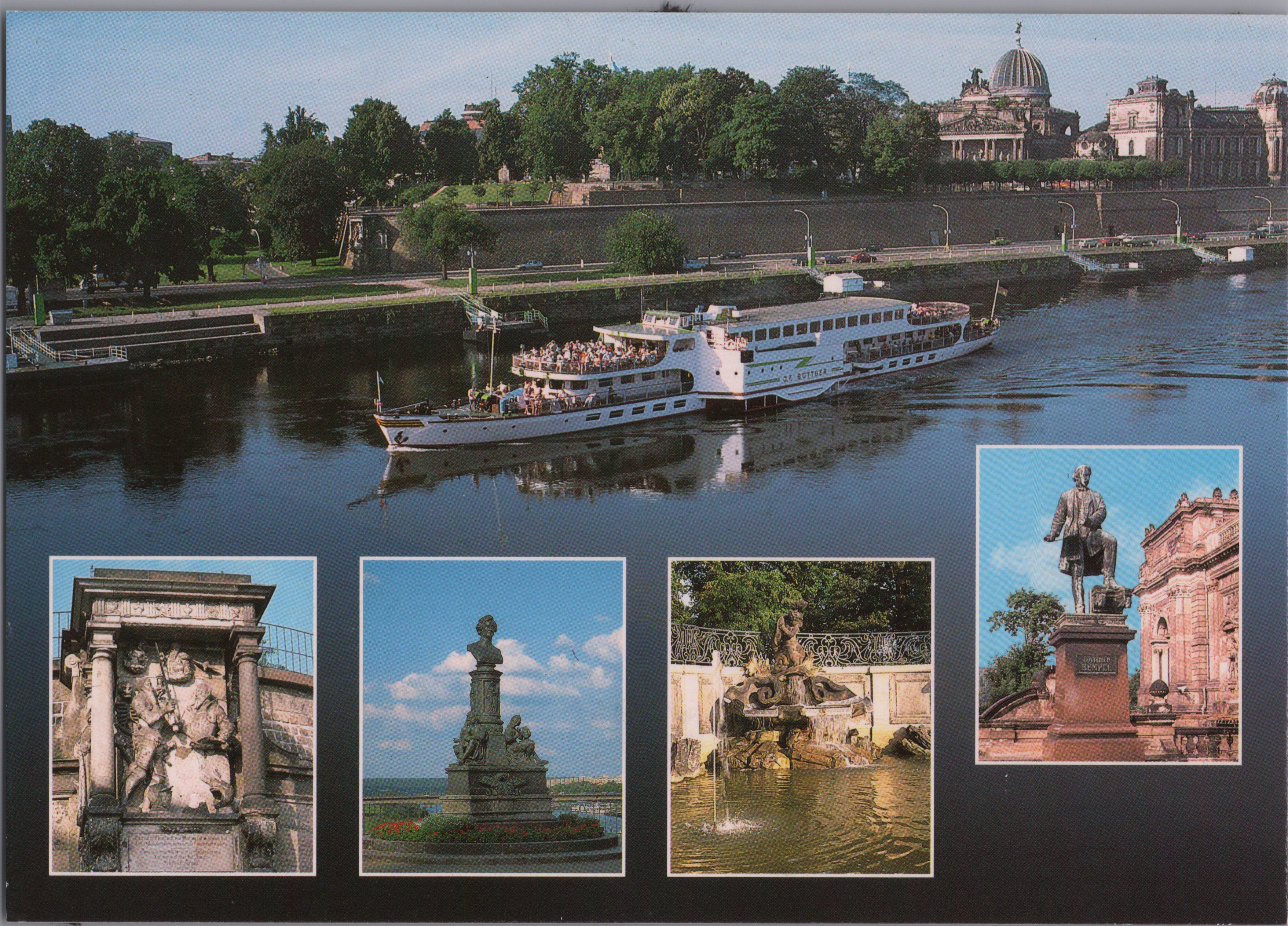
J. F. Böttger ehemals Friedrich Engels
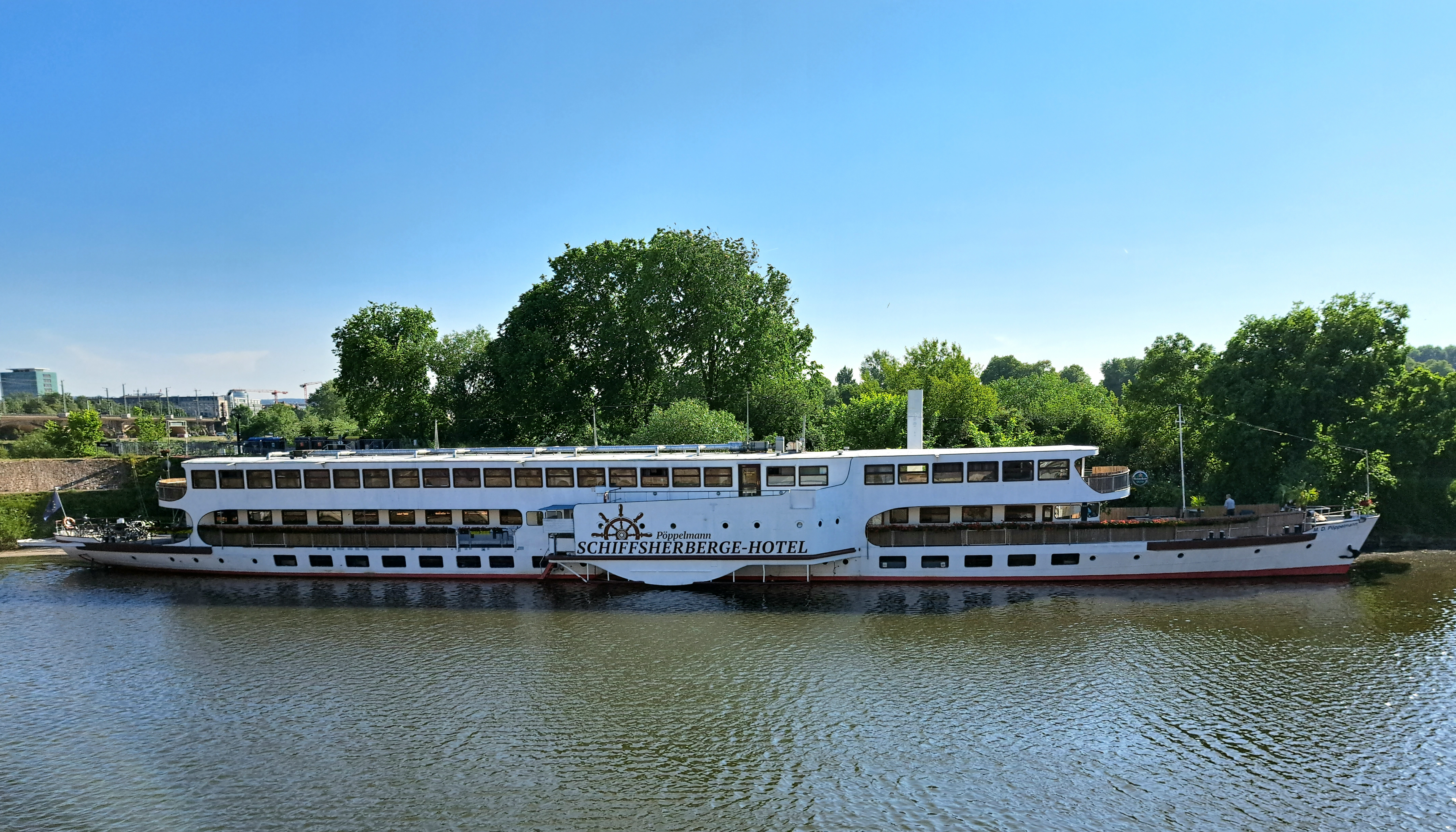
M. D. Pöppelmann ehemals Karl Marx
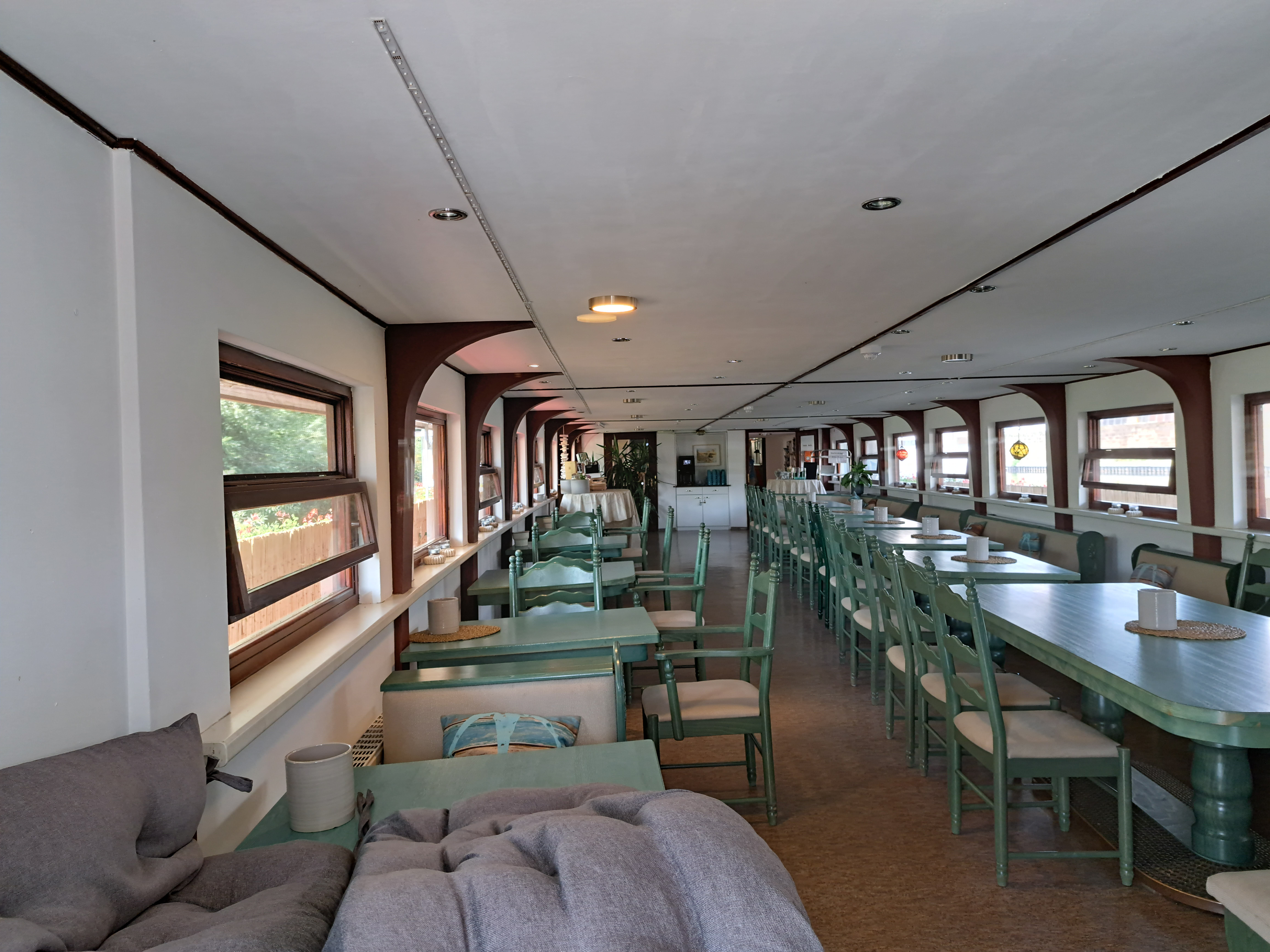
M. D. Pöppelmann ehemals Karl Marx
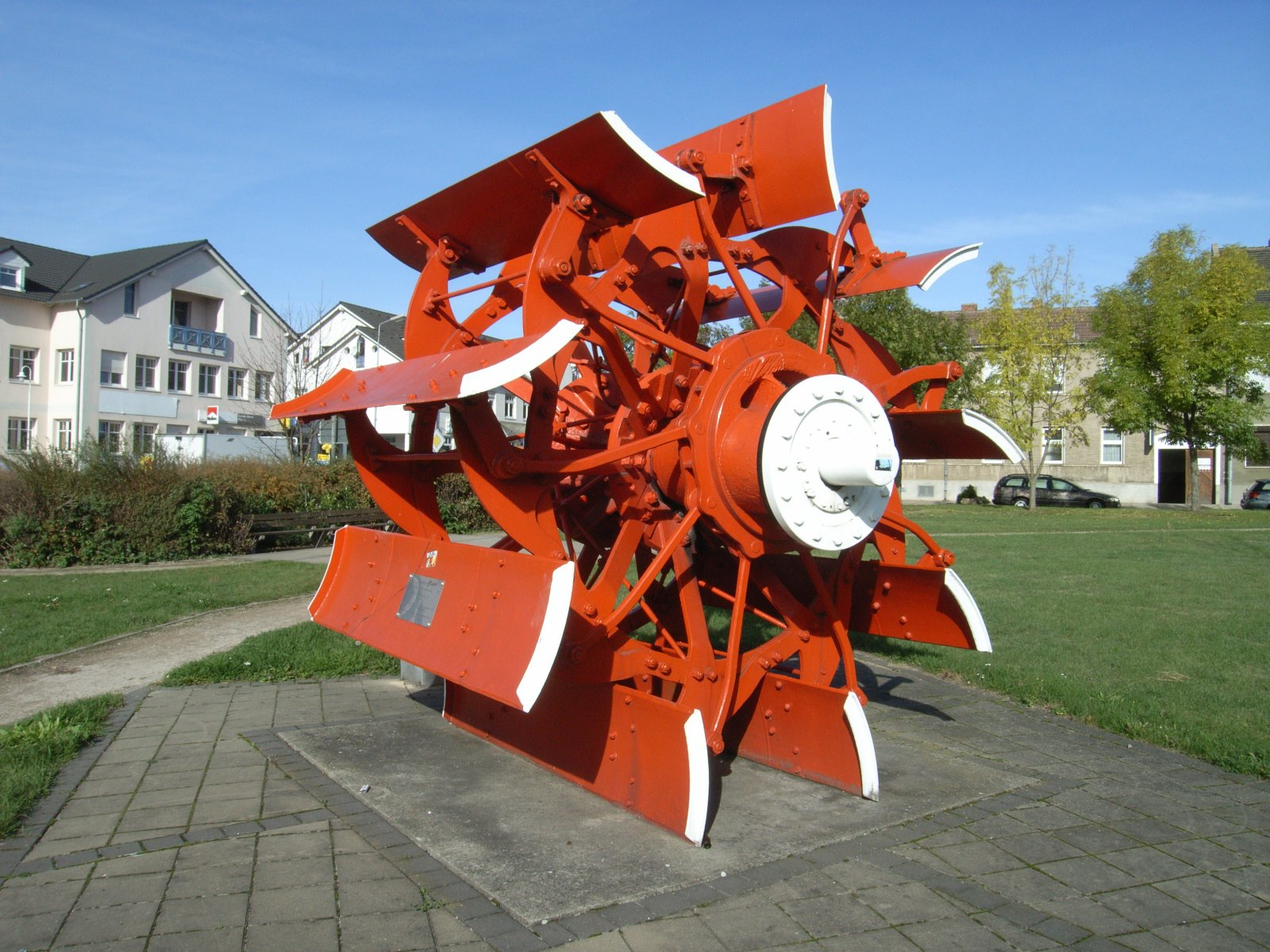
Roßlau, Exzenterschaufelrad der Ernst Thälmann